# Alternativa (Itálie)
Alternativa je populistická a euroskeptická politická strana v Itálii. Vznikla v únoru 2021 jako parlamentní podskupina Smíšené skupiny s názvem L'Alternativa c'è. Jejími členy jsou bývalí poslanci Hnutí pěti hvězd, kteří byli ze strany vyloučeni, protože hlasovali proti vládě Maria Draghiho.
Dne 15. listopadu 2021 se strana stala plnohodnotnou stranou a přijala svůj současný název.

## Historie
Po rezignaci premiéra Giuseppe Conteho požádalo Hnutí pěti hvězd (M5S) své členy, aby hlasovali o podpoře vlády Maria Draghiho. Členové strany schválili internetové referendum 59,3 % hlasů. Během hlasování o investituře Draghiho vlády v parlamentu ve dnech 17. a 18. února 2021 hlasovalo proti novému kabinetu 15 senátorů a 16 poslanců, které úřadující předseda strany M5S Vito Crimi okamžitě vyloučil. Dne 23. února se 12 bývalých poslanců M5S sdružilo do nové podskupiny v rámci Smíšené skupiny a nazvali ji L'Alternativa c'è.
Pokud jde o Senát, podle jeho pravidel musí být nová skupina spojena s jednou stranou, která zvolila alespoň jednoho senátora, a to i na společné kandidátní listiny. Ignazio Messina, tajemník strany Itálie hodnot (IdV), který v roce 2018 kandidoval za Lidovou občanskou kandidátku, souhlasil s tím, že dá stranické symboly své strany k dispozici nové skupině. Dohody ztroskotaly poté, co právní zástupce IdV prohlásil, že pro nakládání se symbolem v Senátu již neexistují politické podmínky, což znamená, že by místo toho mohli vytvořit podskupinu pouze v rámci Smíšené skupiny. V dubnu 2022 nakonec vznikla skupina s názvem Ústava, životní prostřední, práce (CAL), na níž se podíleli senátoři Alternativy, IdV, Komunistické strany a někteří nestraníci.
V komunálních volbách v roce 2022 se Mattia Crucioli z Alternativy ucházel o post starosty v Janově, kde ho podpořily ostatní strany sdružené v CAL a další populistické a euroskeptické strany včetně Italexitu Gianluigiho Paragoneho, a získal 3,7 % hlasů.
Před parlamentními volbami v roce 2022 se Alternativa krátce spojila s Italexitem, zatímco Komunistická strana a Znovu Itálie založily Suverénní a lidovou Itálii. Alternativa toto spojenectví rozpustila kvůli obviněním z přítomnosti neofašistických kandidátů na kandidátkách Italexitu.

## Ideologie
Podle manifestu strany je strana proti veřejné nabídce akcií a privatizaci, protože se hlásí k doktríně dirigismu a ekonomického intervencionismu, podporuje zrušení nebo přepracování Maastrichtských kritérií, Paktu o stabilitě a růstu, Fiskálního paktu EU a odmítá Evropský stabilizační mechanismus. Co se týče ekologie, prohlašuje se za stranu, která má blíže k původnímu manifestu M5S. Je pro zelenou politiku.